# Linnaemya chorleyi
Linnaemya chorleyi là một loài ruồi trong họ Tachinidae.